# 沃尔博茨
沃尔博茨，是匈牙利包尔绍德-奥包乌伊-曾普伦州所辖的一个村。总面积10.10平方公里，总人口47，人口密度4.7人/平方公里（2011年1月1日）。